# Сьмілово (Мазовецьке воєводство)
Сьмілово (пол. Śmiłowo) — село в Польщі, у гміні Бельськ Плоцького повіту Мазовецького воєводства.
Населення — 82 особи (2011).
У 1975—1998 роках село належало до Плоцького воєводства.

## Демографія
Демографічна структура станом на 31 березня 2011 року:
|          | Загалом | Допрацездатний вік | Працездатний вік | Постпрацездатний вік |
| -------- | ------- | ------------------ | ---------------- | -------------------- |
| Чоловіки | 43      | 4                  | 35               | 4                    |
| Жінки    | 39      | 5                  | 23               | 11                   |
| Разом    | 82      | 9                  | 58               | 15                   |